# Ashley Westwood (Fußballspieler, 1990)
Ashley Roy Westwood (* 1. April 1990 in Nantwich) ist ein englischer Fußballspieler. Der Mittelfeldakteur wurde bei Crewe Alexandra ausgebildet und wechselte kurz nach dem Wiederaufstieg in die dritte Liga 2012 zum Premier-League-Klub Aston Villa. Von 2017 bis 2023 spielte er beim FC Burnley. Aktuell steht er beim Charlotte FC in der MLS unter Vertrag.

## Sportlicher Werdegang
Im Monat seines 18. Geburtstags erhielt Westwood einen ersten Profivertrag beim Drittligisten Crewe Alexandra. Zuvor hatte er in der Jugendakademie des Vereins, die national hohe Anerkennung genießt, sein Rüstzeug für einen guten defensiven Mittelfeldspieler erhalten. Um Spielpraxis zu erlangen, lieh ihn sein Klub zunächst 2008 kurz an den in der siebtklassigen Northern Premier League spielenden Heimatklub Nantwich Town aus. Ab der Saison 2008/09 war er Stammkraft in Crewe und 2012 maßgeblich am Aufstieg in die dritte Liga beteiligt. Westwood überzeugte mit einer Spielweise, die als „elegant“ beschrieben wurde und an Michael Carrick erinnerte. Für die folgende Saison 2012/13 beförderte ihn Trainer Steve Davis zum Mannschaftskapitän. Da Westwoods Name zu diesem Zeitpunkt häufig mit Erstligisten in Verbindung gebracht wurde, übte er dieses Amt jedoch nicht lange aus und kurz vor Ende der Sommerwechselperiode wechselte er für eine Ablösesumme von zwei Millionen Pfund zu Aston Villa. Zuvor waren Verhandlungen mit Swansea City daran gescheitert, dass der walisische Klub nur deutlich weniger für Westwood zu zahlen bereit gewesen war.
Westwood debütierte am 15. September 2012 gegen Swansea City (2:0) per Einwechslung in der zweiten Halbzeit für Stephen Ireland und am 3. November 2012 stand er gegen den AFC Sunderland (1:0) erstmals in der Startelf der „Villans“. Er agierte dabei an der Seite von Barry Bannan und erhielt für seine Leistung großes Lob. Fortan reifte er zu einer festen Größe des Erstligisten aus Birmingham und im August 2015 verlängerte er seinen Vertrag um weitere fünf Jahre. Kurz vorher hatte er am FA-Cup-Endspiel gegen den FC Arsenal teilgenommen und dort mit 0:4 verloren – dabei wurde er nach gut 70 Minuten für Carlos Sánchez ausgewechselt. Nachdem sein Fünfjahresvertrag ausgelaufen war, wechselte Westwood zum FC Burnley. Im April 2022 zog sich Westwood beim Premier-League-Spiel gegen West Ham United einen Knöchelbruch zu.
Ende Januar 2023 wechselte er in die MLS zum Charlotte FC.